# Kleine panda
De kleine panda, rode panda of katbeer (Ailurus fulgens) is een bedreigde diersoort die in het oosten van het Himalayagebergte leeft. Net zoals de reuzenpanda eet hij bamboe. De kleine panda is geen beer, maar behoort tot de superfamilie Musteloidea en de familie katberen (Ailuridae) waarvan het de enige nog levende soort is. De kleine panda is nauwer verwant aan wasberen dan aan beren.
De soort is recentelijk opgesplitst in twee verschillende soorten: Ailurus fulgens uit de Himalaya en de Chinese Ailurus styani. In 2020 bevestigde een studie dit ook genomisch. Deze twee soorten werden voorheen beide als ondersoorten van de kleine panda gerekend: Ailurus fulgens fulgens en Ailurus fulgens styani. 

## Uiterlijke kenmerken
De vachtkleur is rood- of kastanjebruin, afgezien van witte randjes aan de oren en witte vlekken op de wangen, rond de snuit en boven de ogen. Vanaf de ogen lopen brede, donkere "huilstrepen" omlaag. De staart bevat lichte en donkere ringen en dient als camouflage en om het dier in balans te houden. De rode panda heeft half-intrekbare klauwen, waarmee het dier goed kan klimmen. De lichaamslengte bedraagt 50 tot 64 cm, de staartlengte 25 tot 50 cm en het gewicht 3 tot 6 kilogram.

## Leefwijze
Het voedsel van dit nachtactieve dier bestaat uit bamboescheuten en -bladeren, grassen, wortels, vruchten, maar ook uit larven, eieren, muizen, hagedissen en vogeltjes. De territoriumgrenzen worden gemarkeerd met urine en een muskusachtige uitscheiding uit de anaalklieren. De communicatie geschiedt door middel van korte fluit- en pieptonen. De rode panda's worden ongeveer 18 jaar oud in het wild, en 30 jaar in gevangenschap.

## Voortplanting
Het is een solitair dier dat in de voortplantingstijd paarbindingen aangaat. De jongen komen meestal ter wereld in een boomholte, bekleed met bladeren, mos en ander zacht materiaal. Een nest, dat wordt aangelegd in een takvorm, onder boomwortels of in dichte bamboebosjes, telt 2 tot 5 jongen. Moeders en jongen blijven enkele jaren bijeen. Bij dieren in gevangenschap duurt de draagtijd 90 tot 130 dagen plus nog een wisselend aantal dagen waarin de eisprong wordt uitgesteld.

## Verspreiding
Deze soort komt voor in Zuid- en Zuidoost-Azië. Gematigde bergwouden op hoogten tussen 1800 en 4000 meter vormen de voornaamste habitat van deze soort. De habitat wordt echter steeds kleiner door het kappen van bomen. Bovendien wordt er soms op de dieren gejaagd voor hun pels. Naar schatting leven er nog 10.000 dieren in de natuur.

## Trivia
- Dierentuin Artis maakte in juli 2008 bekend dat een op 30 juni geboren panda werd opgevoed door een huiskat, nadat het dier verstoten was door de moeder.[7] Het jong overleed desondanks op 18 juli.[8]